# Lubmin
Lubmin (phát âm tiếng Đức: [lʊpˈmiːn]) là một khu nghỉ dưỡng ven biển thuộc huyện Vorpommern-Greifswald (trước thuộc huyện Ostvorpommern), bang Mecklenburg-Vorpommern, miền bắc nước Đức. Lubmin ở gần Greifswald và trong Vịnh Greifswald.